# Мельников, Александр Васильевич (минёр)
Алекса́ндр Васи́льевич Ме́льников (1827 — 1879) — герой Севастопольской обороны, знаменитый минёр на 3-м бастионе, прозванный «севастопольским кротом».

## Биография
Родился в 1827 году. В военную службу вступил 22 июля 1840 года.
Во время геройской обороны Севастополя Мельников был штабс-капитаном, командиром 2-й сапёрной роты 4-го сапёрного батальона. Первое боевое крещение Мельников принял в сражении под Инкерманом 24 октября 1854 года, где обратил на себя внимание своим мужеством. С 26 октября по 8 декабря 1854 года находился с ротой на Инкерманских высотах на постройке батарей. Затем, когда было приступлено к устройству контр-минной системы перед 4-м бастионом, на Мельникова было возложено заведование всеми подземными работами в этом месте. В минах Мельников пробыл безвыходно и бессменно с 10 декабря 1854 года по 15 мая 1855 года, то есть непрерывно в течение 5 месяцев, стяжав себе славу мужественного и бдительного подземного стража 4-го бастиона. Во время заведования Мельниковым контр-минами этого бассейна он произвёл минных работ: в верхнем ярусе — 28 минных колодцев глубиной 8—9 футов, более 1100 погонных саженей и рукавов на глубине 3-х саженей и взорвал 31 горн; в нижнем ярусе — 12 колодцев и около 32-х погонных саженей галерей на глубине от 6-ти до 6-ти с половиной саженей. Непрерывные пятимесячные труды, бодрствование в ночное время, постоянное пребывание в душной подземной атмосфере без свежего воздуха и света совершенно расстроили здоровье Мельникова; у него развились сильные ревматические боли, сильная цинга, и всё тело покрылось язвами. Кроме того, 14 мая 1855 года разорвавшейся над его головой бомбой он был контужен и оглушён на левое ухо. Вследствие этого Мельников 15 мая вынужден был покинуть Севастополь. Орден св. Георгия, по словам орденской грамоты, Мельников получил за то, что, кроме неустанных трудов по ведению мин
в ночь с 17 на 18 января, открыв неприятельского минёра, с неустрашимостью дал ему приблизиться до 2-х саженей, зарядив нашу мину, и 22 января удачным камуфлетом разбил неприятельскую галерею на значительное расстояние, что весьма замедлило работы атакующего против 4-го бастиона.
В минах Мельников жил в небольшой подземной нише, выделанной сбоку потерны, соединявшей контр-мины с внутренностью бассейна. После падения Севастополя и окончания Крымской войны Мельников продолжал службу в своём батальоне.
Впоследствии был командиром 5-го понтонного полубатальона. С 19 сентября 1875 года по 7 февраля 1877 года командовал 97-м пехотным Лифляндским полком, после чего был уволен в отпуск для излечения болезни, с зачислением по армейской пехоте. 
Среди прочих наград Мельников имел ордена:
- Орден Святой Анны 4-й степени (1849 год)
- Орден Святой Анны 3-й степени с бантом (1854 год)
- Орден Святого Георгия IV класса (1 марта 1855 года, № 9585 по кавалерскому списку Григоровича — Степанова)
- Орден Святого Владимира 4-й степени с бантом (1855 год)
- Орден Святой Анны 2-й степени с мечами (1855 год, императорская корона к этому ордену пожалована в 1861 году)
- Орден Святого Станислава 2-й степени с императорской короной (1861 год)
- Орден Святого Владимира 3-й степени (1869 год)